# 鱼塭

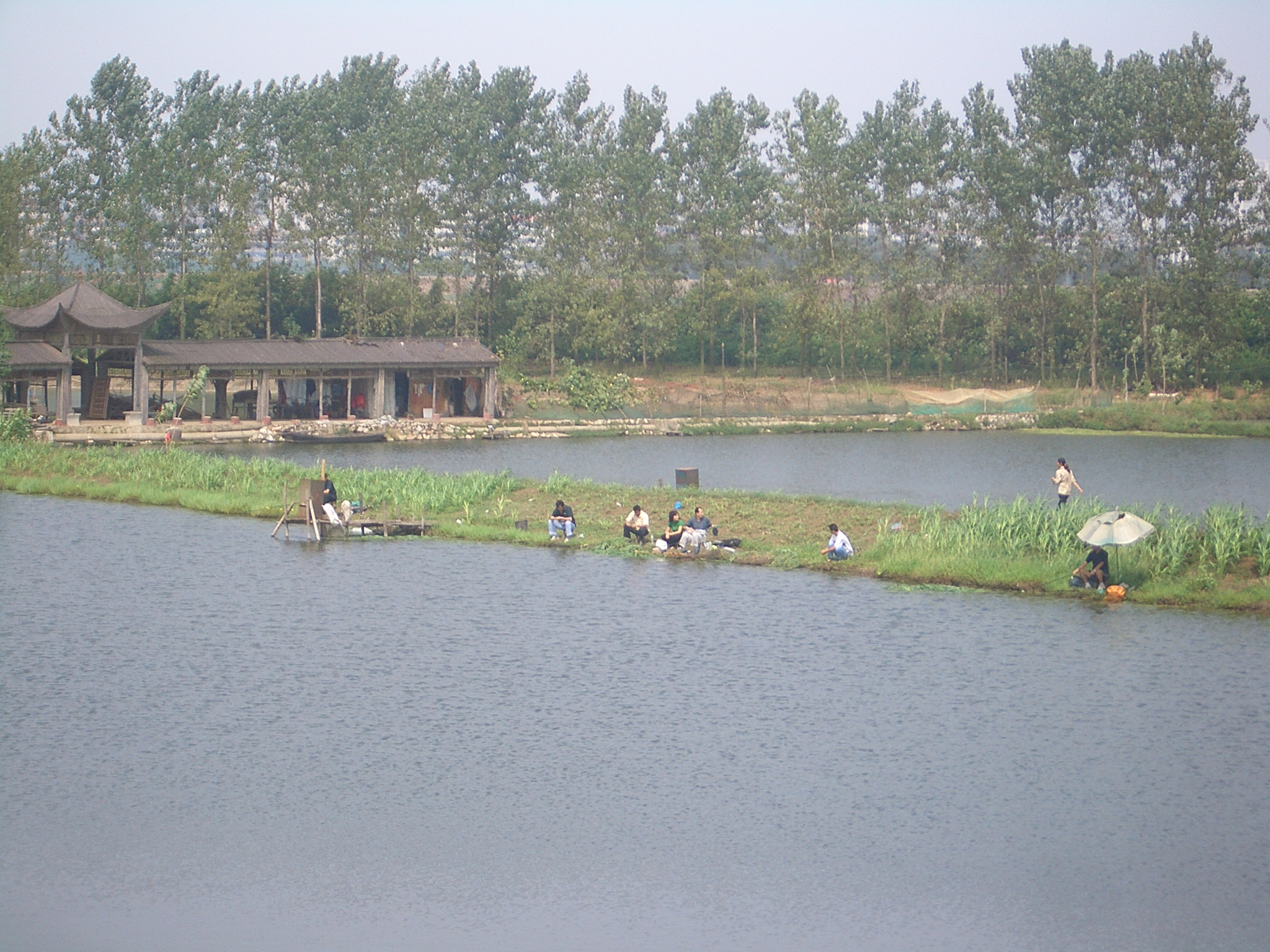
中國的魚塘

鱼塭（華語：yú wēn；臺語：hî-ùn），粵語稱為魚塘，又稱養魚池、鱼池，是利用天然池塘、湿地、洼地或在沿海地帶掘土引水作池造出一个小型人工湖養魚的水产养殖场，通常边缘设有堤防和闸门即得。养殖海水魚的魚塭原理是利用海水潮汐来获得养殖所需的天然海水以及鱼苗、虾苗、蟹苗生长所需的浮游生物和养分；养淡水魚的魚塭則從河川、溪流或地下水等取得淡水。

## 另見
- 漁場
- 箱網養殖